# Tommaso Caputo

Erzbischofswappen von Tommaso Caputo

Tommaso Caputo (* 17. Oktober 1950 in Afragola, Provinz Neapel, Italien) ist ein italienischer Geistlicher, ehemaliger Diplomat des Heiligen Stuhls und ist Prälat der Territorialprälatur Pompei.

## Leben

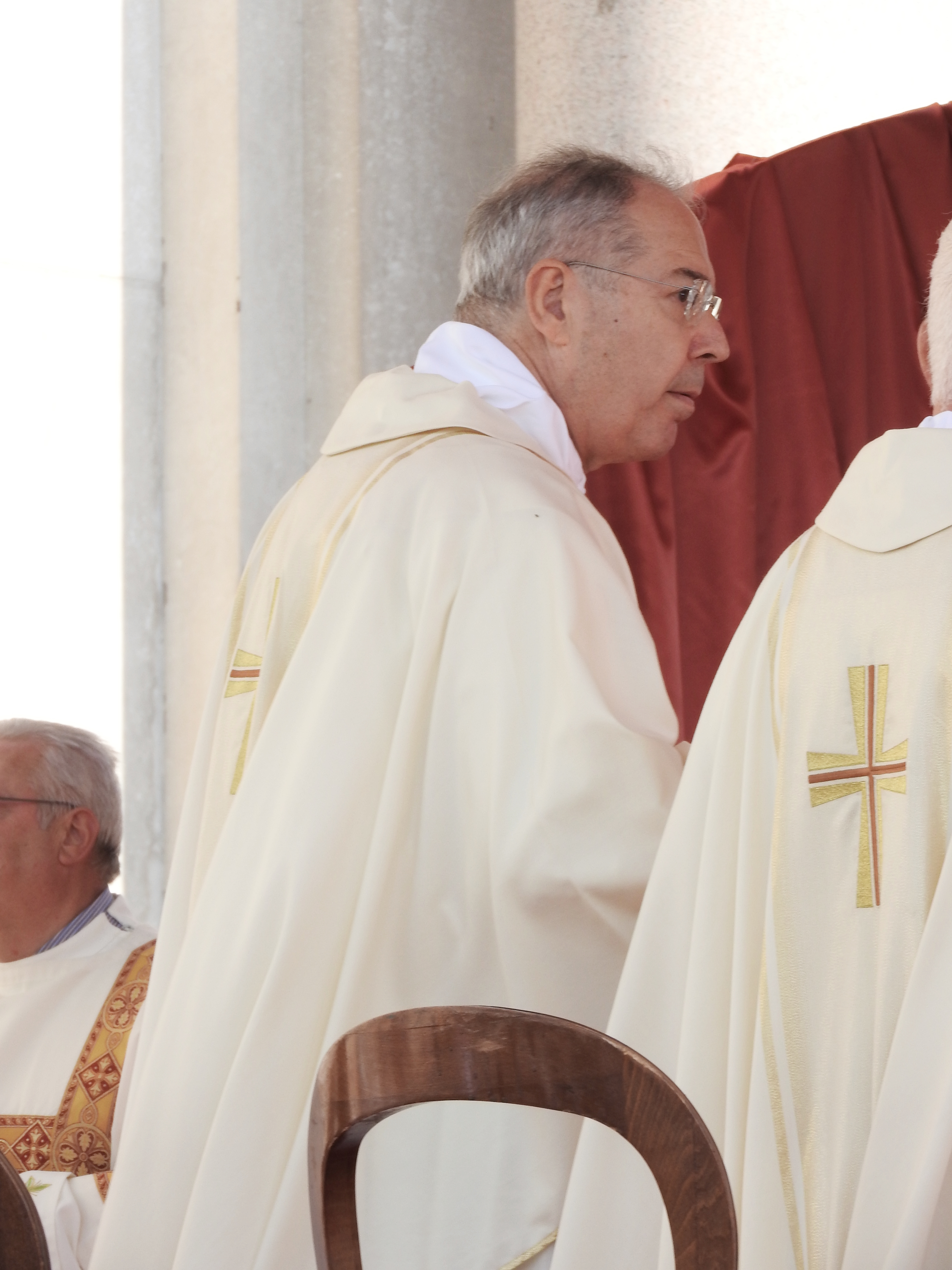

Der Erzbischof von Neapel, Corrado Kardinal Ursi, spendete ihm am 10. April 1974 die Priesterweihe.
Papst Benedikt XVI. ernannte ihn am 3. September 2007 zum Titularerzbischof von Otriculum sowie zum Apostolischen Nuntius in Malta und Libyen und spendete ihm am 29. September desselben Jahres im Petersdom die Bischofsweihe; Mitkonsekratoren waren Kardinalstaatssekretär Tarcisio Bertone SDB und Marian Kardinal Jaworski, Erzbischof von Lemberg.
Am 10. November 2012 ernannte ihn Benedikt XVI. zum Prälaten der Territorialprälatur Pompei und zum Päpstlichen Delegaten für das Heiligtum Unserer Lieben Frau vom Rosenkranz.
Tommaso Caputo ist Großoffizier des Ritterordens vom Heiligen Grab zu Jerusalem.